# Myrmeleon mouldsorum
Myrmeleon mouldsorum är en insektsart som beskrevs av Tim R. New och Courtenay N. Smithers 1994. Myrmeleon mouldsorum ingår i släktet Myrmeleon och familjen myrlejonsländor. Inga underarter finns listade i Catalogue of Life.